# فياتشيسلاف بيكوف
فياتشيسلاف بيكوف (بالروسية: Вячеслав Аркадьевич Быков)‏ هو لاعب هوكي الجليد ومدرب رياضي سويسري وروسي، ولد في 24 يوليو 1960 في تشيليابنسك في روسيا.

## وصلات خارجية
- فياتشيسلاف بيكوف على موقع دوري الهوكي الوطني (الإنجليزية)
- فياتشيسلاف بيكوف على موقع EliteProspects.com (الإنجليزية)
- فياتشيسلاف بيكوف على موقع Eurohockey.com (الإنجليزية)
- فياتشيسلاف بيكوف على موقع HockeyDB.com (الإنجليزية)
- فياتشيسلاف بيكوف على موقع أوليمبيديا (الإنجليزية)